# 维康桑格研究所
维康桑格研究所(英語：Wellcome Sanger Institute)，以前称为'桑格中心'和'威康信托基金桑格研究所'，是一家非盈利的英国基因组学和遗传学研究机构，主要由惠康基金会资助。
它位于剑桥郊外Hinxton村的Wellcome Genome校园内。它与欧洲生物信息研究所共享此位置。它成立于1992年，以双重诺贝尔奖获得者弗雷德里克·桑格(Frederick Sanger)命名。它被认为是参与人类基因组计划的大规模DNA测序中心，并且继续对人类基因组的金标准序列做出最大贡献。该研究所自成立以来就建立并保持了数据共享政策，并开展了大量合作研究。
自2000年以来，研究所扩大了其使命，以理解“遗传在健康和疾病中的作用”。该研究所现雇用约900人并从事四个主要研究领域：人类遗传学，病原体遗传学，小鼠和斑马鱼遗传学和生物信息学。

## 设施和资源

### 园区

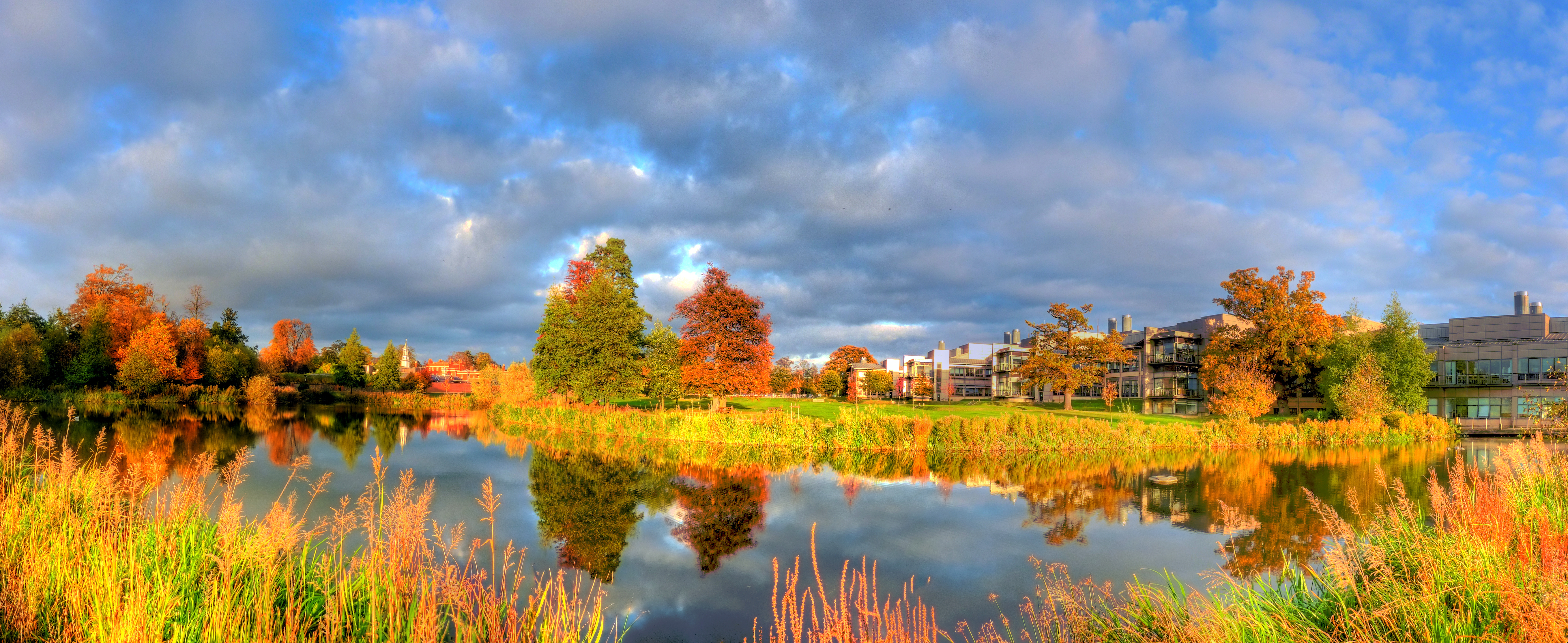
惠康基因组园区

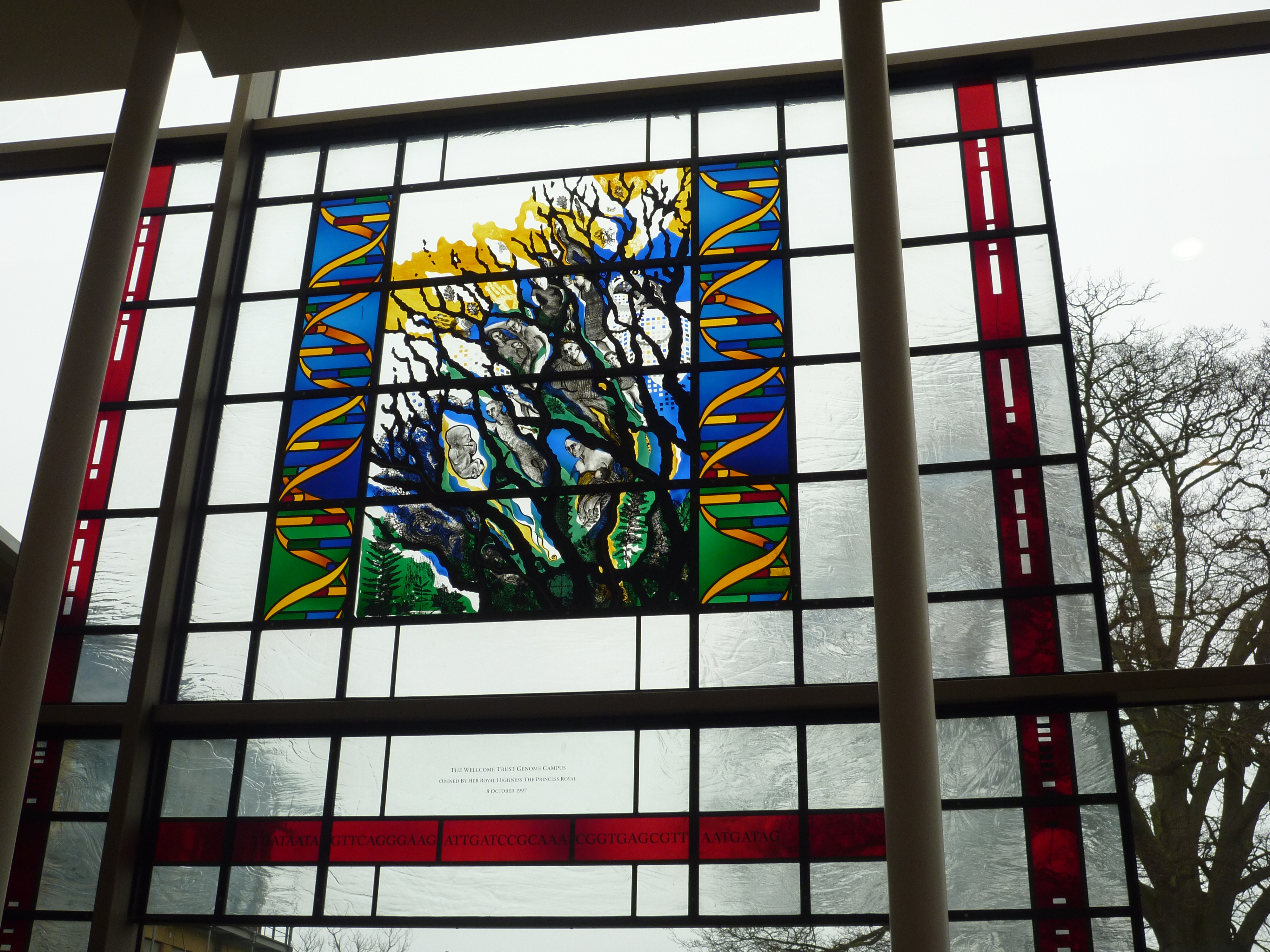
位于维康桑格研究所的Sulston大楼的纪念染色窗，以纪念基因组园区的开放。

1993年，当时桑格中心的17名工作人员搬进了剑桥郡Hinxton Hall的临时实验室空间。  这个占地55 acre（220,000 m2）的场地将成为惠康基因组园区 (Wellcome Genome Campus)，该校区拥有约1300名不断增长的员工，其中约 900 人在 Sanger Institute 工作。 惠康基因组园区还包括惠康基金會会议中心 (Wellcome Trust Conference Centre) ，和欧洲生物信息研究所。园区的主要扩建部分于 2005 年正式开放； 这些建筑容纳了新的实验室、数据中心和员工设施。

### 测序
桑格研究所的测序人员每周处理数百万个 DNA 样本。该研究所“利用前沿技术来回答仅在几年前无法回答的问题”。 技术的进步使桑格研究所能够以不断加快的速度和不断降低的成本对个体人类、脊椎动物物种和病原体的基因组进行测序。 该研究所有 100 多个正在进行的病原体测序项目。  桑格研究所每天产出约 100 亿个碱基的原始序列数据。